# Колвич (Канзас)
Колвич (енгл. Colwich) град је у америчкој савезној држави Канзас.

## Демографија
По попису из 2010. године број становника је 1.327, што је 98 (8,0%) становника више него 2000. године.
| Група             | 2000.         | 2010.         |
| Белци             | 1.206 (98,1%) | 1.275 (96,1%) |
| Афроамериканци    | 0 (0,0%)      | 3 (0,2%)      |
| Азијати           | 7 (0,6%)      | 0 (0,0%)      |
| Хиспаноамериканци | 10 (0,8%)     | 33 (2,5%)     |
| Укупно            | 1.229         | 1.327         |